# 陸正案
陸正案，為臺灣一宗幼童綁架案。關於案情的法律層面，可參考邱和順案。

## 事發經過
1987年12月21日，新竹市東區東門國民小學四年級學生陸正（1978年6月28日出生）自補習班下課後失蹤，事後歹徒勒索贖金新臺幣一佰萬元，陸正母親在歹徒指定地點中山高速公路南下九十九點九公里處交款，但人質仍未釋回，事隔九個多月，臺北市政府警察局刑事警察大隊宣告偵破。但所有被告事後均翻供，本案十幾審長達二十餘年，主犯邱和順被判處兩個死刑（另外一個死刑是女保險員柯洪玉蘭遭強盜分屍案）、褫奪公權終身，此案於2011年7月定讞。陸正屍體至今仍未尋獲，而司法系統也無法排除邱和順被冤枉的可能。陸正父親陸晉德曾表示對臺灣司法感到灰心。直到2020年11月媒體仍堅持「1989年新竹古井男童案屍體與陸正高度相符」，監委高涌誠也認為1989年新竹枯井男童屍體或為陸正，但重啓調查後，事實證明根本不是。
- 1988年間，警方接獲密報，先捕獲共犯余志祥等人，隨後供出邱和順是主謀，警方在同年10月宣布破案。
- 1989年，陸晉德成立陸正紀念基金會及陸正苗圃。
- 1989年11月，臺灣新竹地方法院宣判，邱和順死刑。
- 1992年1月16日，臺灣高等法院判決，邱和順維持死刑判決。原被判處死刑的共犯吳金衡改判為無罪，共犯黃運福、朱福坤、林信純和吳淑貞4人則分別改判無期徒刑至有期徒刑10年不等的刑期。
- 1994年9月29日，監察院通過前監察委員王清峰所提彈劾案，彈劾偵辦陸正案的10名警員、2名檢察官，彈劾理由為檢警在辦案時對涉案人「施以強暴脅迫」及「草率結案」。
- 1996年7月13日，陸正案另一被誤以為已經死亡的犯嫌林坤明，在高雄因一張罰單「死而復生」，被警方逮捕到案，但否認犯案。
- 2005年4月8日，高院更八審判決，邱和順被判處應執行死刑、褫奪公權終身，一審被判死刑的林坤明這次獲改判17年，吳淑貞和吳金衡各判刑11年。
- 2009年4月13日，高院更十審宣判，邱和順仍然被判處死刑、褫奪公權終身，林坤明兩案合併被判處有期徒刑17年，吳淑貞有期徒刑11年；吳金衡則因更十審審理期間死亡，因此公訴不受理。

- 2011年5月12日，高等法院更十一審宣判，邱和順遭判處死刑、褫奪公權終身；同案共犯林坤明被判刑17年，邱和順的女友吳淑貞判刑10年。

- 2011年7月28日，最高法院駁回上訴，維持高院更十一審認定，判決主嫌邱和順死刑、褫奪公權終身定讞；同案被告林坤明17年徒刑、吳淑貞10年徒刑定讞。

## 疑點
本案纏訟三十餘年未能定讞，在於案情存有疑點。根據邱和順律師團指出，本案主要的疑點和偵辦瑕疵有：
- 判決完全以被告等人之自白為依據，並無實質證據。
- 被告等人在偵察階段遭警方以毆打、灌辣椒水等方式刑求。此事經監察院調查確定並提出糾正，參與辦案員警亦遭法院判決有罪。但陸正案法院依然採信相關筆錄之自白。
- 多達288份之偵查筆錄，內容矛盾、錯誤百出，無法說出一個合理、完整而有客觀證據支持的犯罪情節。
- 卷內也有眾多證據資料顯示本案係被告以外之人所為，最高法院曾以人命關天為由，在發回更十一審的判決裡具體指明，要求更十一審法院詳加調查，但更十一審並未就此進行調查。
- 本案在起訴後，歹徒勒贖錄音帶竟不知所蹤。
- 作為證物的贖款條上遺留指紋，經與所有被告比對，皆完全不合，但歷審判決皆以「惟雖找不出屬何人所有指紋，亦難憑此即認定被告等人未犯案」。

另外，胡關寶於伏法前曾向警方坦言胡關寶犯罪集團為陸正案之加害者，但警方因陸正案已宣佈破案，且胡伏法在即，因而未重啟調查。

## 外部連結
- 把孩子生回來 陸爸爸也有一段椎心之痛
- 陸正撕票案 主謀更八審死刑 （页面存档备份，存于），《自由時報》，2005年4月9日
- 擄殺陸正 主嫌11度判死刑 （页面存档备份，存于）、《自由時報》，2006年3月3日
- 陸正綁架撕票案十九年、《福爾摩沙事件簿》陳雅琳報告、第61集，2006年12月23日
- 陸正案／主嫌邱和順盼解除羈押　陸父當庭發飆 （页面存档备份，存于），《Nownews》 2009年9月22日
- 陸正案纏訟23年　主嫌邱和順死刑定讞 | 社會新聞 | NOWnews 今日新聞網
- 邱和順律師團聲明（20110512針對高院更11審再度判決邱和順死刑） （页面存档备份，存于）
- 無罪推定是一切的根本～對邱和順案的看法(台灣人權促進會、民間司法改革基金會、蠻野心足生態協會、廢除死刑推動聯盟 社團聯合聲明) （页面存档备份，存于）